# Wojciech Ligęza
Wojciech Stanisław Ligęza (ur. 24 lipca 1951 w Nowym Sączu) – polski historyk literatury, eseista, krytyk literacki.

## Życiorys
W latach 1969–1974 studiował polonistykę na Uniwersytecie Jagiellońskim, gdzie uzyskał magisterium pod kierunkiem prof. Kazimierza Wyki. W 1974 podjął pracę w Instytucie Literatury i Kultury Polskiej Uniwersytetu Śląskiego w Katowicach, skąd został zwolniony w 1982 po wprowadzeniu stanu wojennego. Doktoryzował się w 1983 na podstawie pracy Wiersze Wisławy Szymborskiej. Problemy poetyki. W 1984 został zatrudniony w Instytucie Polonijnym Uniwersytetu Jagiellońskiego. W 1998 habilitował się na Uniwersytecie Jagiellońskim. W 2001 przeniósł się do Katedry Historii Literatury Polskiej XX wieku UJ. W 2003 został zatrudniony na stanowisku profesora UJ oraz otrzymał tytuł naukowy profesora.
W pracy naukowej zajmował się głównie krajową i emigracyjną literaturą polską XX w. Publikował m.in. w serii „Prace Naukowe Uniwersytetu Śląskiego” i w czasopismach „Życie Literackie”, „Odra”, „Twórczość”, „Dekada Literacka”, „PAL. Przegląd Artystyczno-Literacki”, „Tygiel Kultury”, „Nowe Książki”, „Akcent”, „Kwartalnik Literacko-Artystyczny”, „Pamiętnik Literacki”. Wchodził w skład redakcji „Archiwum Emigracji”, serii wydawniczej Krakowska Biblioteka SPP oraz periodyku „Świat i Słowo”. Wybrał wiersze Wisławy Szymborskiej do publikacji w języku esperanto w książce Mi inventas la mondon, (pl. Obmyślam świat) wydanej w 2015 roku i zgłoszonej do Wrocławskiej Nagrody Poetyckiej Silesius (ISBN 978-83-63470-09-8).
W 2011 został odznaczony Srebrnym Medalem „Zasłużony Kulturze Gloria Artis”.
W październiku 2017 został laureatem nagrody Krakowska Książka Miesiąca za opracowanie tomu Wisławy Szymborskiej Wybór poezji.

## W kulturze
Poeta Janusz Szuber zadedykował Wojciechowi Ligęzie wiersz pt. Przekraczanie progu, wydany w tomikach poezji pt. Okrągłe oko pogody z 2000 oraz pt. Pianie kogutów z 2008.